# دانشگاه عراق
دانشگاه عراق (عربی: الجامعة العراقية) در پایتخت عراق در بغداد قرار دارد. این دانشگاه یکی از موسسه‌های وزارت آموزش عالی و پژوهش علمی در عراق می‌باشد. این دانشگاه در سال ۱۹۸۹ تأسیس شد و اولین ساختمان آن در دارالمعلمین در الاعظمیه سابق در نزدیکی مقبره سلطنتی قرار داشت و سپس اماکن و ساختمانهای آن بیشترشد و در تعدادی از مناطق بغداد توسعه و گسترش یافت.

## تأسیس
این دانشگاه در سال ۱۹۸۹ میلادی تأسیس و بنیان‌گذاری شد، در ابتدا اسم آن دانشگاه صدام برای علوم و دانش اسلامی و مختص آموزش فقه دین اسلام بود، بعد از جنگ و اشغال عراق در سال ۲۰۰۳ میلادی این برنامه درسی تغییر داده شد و تبدیل به آموزش‌های مختلف علمی، انسان‌شناسی، طب، هندسه، هنر، قانون و… گردید. این دانشگاه کماکان در نظر دانشجویان به‌عنوان قبله و مرکز علمی در زمینه‌های مختلف به حساب می‌آید، کماکان پروژه تغییر و تحول دانشگاه برای رسیدن به جایگاه و نقش خودش در بین دانشگاه‌های جدید در دنیا ادامه دارد.

## سیاست
این دانشگاه فارغ التحصیلان دبیرستانی در دو رسته علمی و ادبی را قبول می‌کند، این دانشگاه در تمامی دانشکده‌هایش با دو مدرک دانشجویان را فارغ‌التحصیل می‌کند، یکی لیسانس و دیگری دکترا می‌باشد. سیاست‌های این دانشگاه توانسته‌است این دانشگاه را با دیگر دانشگاه‌های عربی و اسلامی و بین‌المللی پیوند بزند، این دانشگاه توانسته‌است با دانشگاه‌های دیگر در دنیا در زمینه‌های فرهنگی و علمی وارد قراردادها و پیوندهای جدی بگردد، این دانشگاه توانسته‌است عضو اتحادیه دانشگاه‌های اسلامی و همین‌طور اتحادیه دانشگاه‌های عربی بشود. این دانشگاه در نظر دارد در کلیه زمینه‌های علمی و فرهنگی و بشری بتواند به خودکفایی تخصصی برسد کما اینکه خود را همسطح تحولات و تغییرات و پیشرفتهای علمی بکند.

## موقعیت
دانشگاه عراق در کنار مقبره پادشاهی در بغداد قرار دارد و یکی از بناهای بارز و برجسته و شاخص در بغداد می‌باشد. ساختمان دانشگاه شامل بعضی از ساختمان‌های تاریخی در سطح عربی و اسلامی است، دیوارهای ساختمان دانشگاه با نقش و نگارهای اسلامی و قوس‌های متقارن فرهنگ بغدادی شکیل و رنگ‌آمیزی شده‌است، این دانشگاه همچنین دارای ساختمان‌های تازه ساز و جدید نیز می‌باشد که در سطح و طراز معماری عصر حاضر می‌باشد و این به معنی این است که این یک دانشگاه کامل و پیشرفته‌ای است.

## دانشکده‌ها
- دانشکده پزشکی
- دانشکده دندانپزشکی
- دانشکده مهندسی
- دانشکده حقوق
- دانشکده ارتباطات و تبلیغات
- دانشکده مدیریت و اقتصاد
- دانشکده ورزش
- دانشکده علوم اسلامی
- دانشکده ادبیات